# Henderson (Argentine)
Pour les articles homonymes, voir Henderson.
Henderson est une localité argentine située dans le partido Hipólito Yrigoyen, dans la province de Buenos Aires.

## Démographie
La localité compte 8 645 habitants (Indec, 2010), ce qui représente une augmentation de 10 % par rapport au recensement précédent de 2001 qui comptait 7 858 habitants.

## Histoire
L'origine de la localité remonte à 1901, c'est-à-dire 8 ans avant sa fondation, lorsque les symptômes de la colonisation ont commencé à apparaître dans ce morceau de la pampa originelle. Au sommet d'une colline, un ranch de style typiquement créole, large mais bas, entouré d'arbres, constituait le siège de l'estancia La Porteña, (propriété qui est conservée et qui est un musée de Henderson). Il s'étendait sur 6 000 ha, et son propriétaire était Don Roque Quinteros. À la fin 1904, Don Máximo Boubee acquiert le domaine de l'estancia La Porteña, coïncidant avec l'arrivée du chemin de fer à Henderson. Le premier chef de gare du chemin de fer était Pablo Z. Acosta, qui a travaillé jusqu'à la fin de 1913. La deuxième vente aux enchères de terres a eu lieu en 1912, où 6 blocs complets de terres ont été mis aux enchères.
Lorsque la ville d'Henderson a commencé à être une source importante d'impôts, en 1914, la municipalité de Pehuajó a nommé Juan Carlos Saldívar comme receveur des impôts de la ville, et peu après, M. Andrés Mateos comme commissaire municipal, qui a occupé ce poste jusqu'en 1917. À la suite du changement politique intervenu en 1916, M. Martín José Odriozola a pris la tête de la délégation. Le 26 octobre, la Sociedad Española de Socorros Mutuos est fondée. Le 17 juin 1914, le pouvoir exécutif crée la Subcomisaría Henderson, en nommant comme responsable l'officier inspecteur A.D. Ferrando. La troisième vente aux enchères de terrains a été réalisée le 25 avril 1915 par MM. Guerrico et Willians sur ordre de la Compañía Tierras del Sud. Le 12 octobre 1919, la Sociedad Italiana de Socorros Mutuos est fondée. En 1922, une banque est installée à Henderson et un groupe de voisins dirigé par des ranchers a fait une pétition pour obtenir l'autonomie, car de nouvelles banques ne pouvaient pas être créées dans des localités qui n'étaient pas à la tête du district. Ainsi, les autorités compétentes ont créé la première banque provinciale à Henderson, sans être à la tête d'un district. Le 1er septembre 1923, M. Juan José Espeleta prend la relève en tant que délégué municipal.

## Personnalités
- Jorge Antonio Cortés, journaliste et politicien ;
- Daiana Colamarino, chanteuse
- Claudio Paul Caniggia, joueur de football ;
- Antonio Piergüidi, joueur de football ;
- Rosquete, El, bartender
- Iñaki Uthurralt, responsable Nespresso Argentina